# 奧利夫布蘭奇 (北卡羅萊納州)
奧利夫布蘭奇（英語：Olive Branch）是位於美國北卡羅萊納州尤寧縣的非建制地區。

## 歷史
奧利夫布蘭奇的郵局於1855年設立，其後於1910年停運。

## 地理
奧利夫布蘭奇所處的海拔為高於海平面147米（即482英呎），而該地所採用的時區為UTC-5，即北美东部时区（EST）。同時該地設有夏令時間，為UTC-5調快一小時，即UTC-4（EDT）。